# Lourenço Rodrigues de Andrade
Lourenço Rodrigues de Andrade (Desterro, 2 de agosto de 1767 — Rio de Janeiro, 18 de abril de 1844) foi um sacerdote católico e político brasileiro.

## Vida
Natural da freguesia de Nossa Senhora das Necessidades de Santo Antônio de Lisboa, Desterro, atualmente Florianópolis, filho de Lourenço Rodrigues de Andrade e de Ana Francisca de Jesus.

## Carreira
Após a ordenação foi vigário encomendado de sua freguesia natal, em 1783. Liderança política, manifestou-se contrário à extinção dos teares domésticos, passando a vestir-se somente com roupas tecidas nos mesmos.
Representou Santa Catarina nas Cortes de Lisboa. Foi um dos últimos deputados brasileiros a retornar de Lisboa. Desembarcou em Desterro em 26 de julho de 1823.
Foi eleito senador do Império do Brasil, de 5 de maio de 1826 até morrer em 1844, pois na época o cargo era vitalício.
A atuação parlamentar do padre não teve reflexo algum na política catarinense. O renomado historiador catarinense Oswaldo Rodrigues Cabral o denomina o maior cara-de-pau nascido em Nossa Senhora das Necessidades de Santo Antônio da Ilha de Santa Catarina.